# Шахи (Алтайский край)
Шахи — село в Павловском районе Алтайского края. Административный центр Шаховского сельсовета.

## География
Рядом с селом проходит автодорога Р380 «Барнаул — Камень-на-Оби — Новосибирск»

## История
Основано в 1771 г., как насильственное поселение Шаховской станец по дороге Барнаул — Павловский завод. На станце в приказном порядке были поселены несколько крестьян из берского ведомства за негодность в заводскую службу и не имеющих хлебопашества. В последующие годы были по тем же мотивам были поселены ещё крестьяне из деревень Бийского уезда. В 1926 г. село Шахи состояло из 187 хозяйств, основное население — русские. Центр Шаховского сельсовета Павловского района Барнаульского округа Сибирского края.

## Население
| 1926  | 1997  | 1998  | 1999  | 2000  | 2001  |
| ----- | ----- | ----- | ----- | ----- | ----- |
| 1030  | ↗1325 | ↘1306 | ↗1425 | ↘1372 | ↘1360 |
| 2002  | 2003  | 2004  | 2005  | 2006  | 2007  |
| ↘1335 | ↘1321 | →1321 | ↗1338 | ↗1417 | ↘1382 |
| 2008  | 2009  | 2010  | 2011  | 2012  | 2013  |
| ↗1597 | ↗1675 | ↘1558 | ↗1561 | ↗1620 | ↗1657 |
| 2014  | 2015  | 2016  | 2017  | 2018  | 2019  |
| ↗1709 | ↗1719 | ↗1745 | ↗1759 | ↗1766 | ↘1742 |
| 2020  | 2021  |       |       |       |       |
| ↗1748 | ↘1737 |       |       |       |       |

## Социальная сфера
На территории села действуют несколько учреждений образования: МБОУ «Шаховская СОШ», детский сад, сельский дом культуры. Большинство населения трудится в городе Барнауле.